# Nicolas Flamel
 Ovo je glavno značenje pojma Nicolas Flamel. Za druga značenja pogledajte Nicolas Flamel (razdvojba).
Nicolas Flamel (Pontoise, 1330. – Pariz, 1417.), francuski bilježnik i alkemičar. Njegov je život i djelovanje postumno postalo dio legende, jer mu se pripisuje navodno otkrivanje kamena mudraca.
Prema tradiciji, tajnu otkrivanja alkemijske vještine naučio je od Leona, židovskog preobraćenika, na putu u Santiago de Compostelu. Nakon smrti stekao je reputaciju najuspješnijeg europskog alkemičara, koji je uspio napraviti kamen mudraca i postići besmrtnost.

## Životopis
Nicolas Flamel je živio i djelovao u Parizu kao prepisivač te je na taj način došao u kontakt s rijetkim knjigama i dokumentima. Oko 1360. godine nabavio je alkemijsku knjigu oslikanu čudnim slikama. Na naslovnici bilo je napisano zlatnim slovima:
Abraham Židov, vladar,  svećenik, levit, astrolog i filozof, obraća se narodu židovskome kojega gnijev Božji razasu među Galima.
Budući da je knjiga bila napisana na hebrejskom, Flamel se dugo vremena mučio da otkrije njen sadržaj. Naposljetku je, na putu u Španjolsku, sreo jednog židovskog preobraćenika koji mu je protumačio ono što je pisalo u knjizi. Koristeći se knjigom, navodno je, nakon tri godine rada, 17. siječnja 1382. godine, točno u podne, uspio izvesti alkemijski pokus pretvorbe žive u čisto srebro. Jedini svjedok toga sumnjivog uspjeha bila je njegova supruga Perrenelle.
Uskoro je postao štičenikom princeze Blanche d'Evreux od Navarre, kasnije supruge francuskog kralja Filipa VI., koja je i sama bila poznata kao "stručnjak u kemijskim znanostima".
Navodno je, kao rezultat uspješnih alkemijskih pretvorbi, stekao znatno bogatstvo. Početkom 15. stoljeća, posjedovao je, samo u Parizu, više od dvadeset kuća i parcela. Veći dio svog bogatstva, a jer nije imao djece, utrošio je čineći dobra djela. Zajedno sa ženom osnovao je četrnaest bolnica, sedam crkava i tri kapelice.
Flamel je umro 1417. godine, no s vremenom se proširila legenda o tome da on i njegova žena nisu umrli, već da su otkrili tajnu besmrtnosti, čemu pridonosi činjenica da im je grobnica prazna.

## U popularnoj kulturi
- Nicolas Flamel spominje se u fantastičnoj knjizi J. K. Rowling Harry Potter i Kamen mudraca, iako se ne pojavljuje kao lik.
- Nicolas Flamel spominje se i u zbirci knjiga Michael Scott  Tajne besmrtnog Nicholasa Flamela, tu se pojavljuje kao stvaran lik koji pomaže dvama blizancima kako bi spasili svijet od mračnih starijih.